# Acroppia processigera
Acroppia processigera är en kvalsterart som först beskrevs av Balogh och Sandór Mahunka 1967.  Acroppia processigera ingår i släktet Acroppia och familjen Oppiidae. Inga underarter finns listade i Catalogue of Life.